# Monte Olimpino

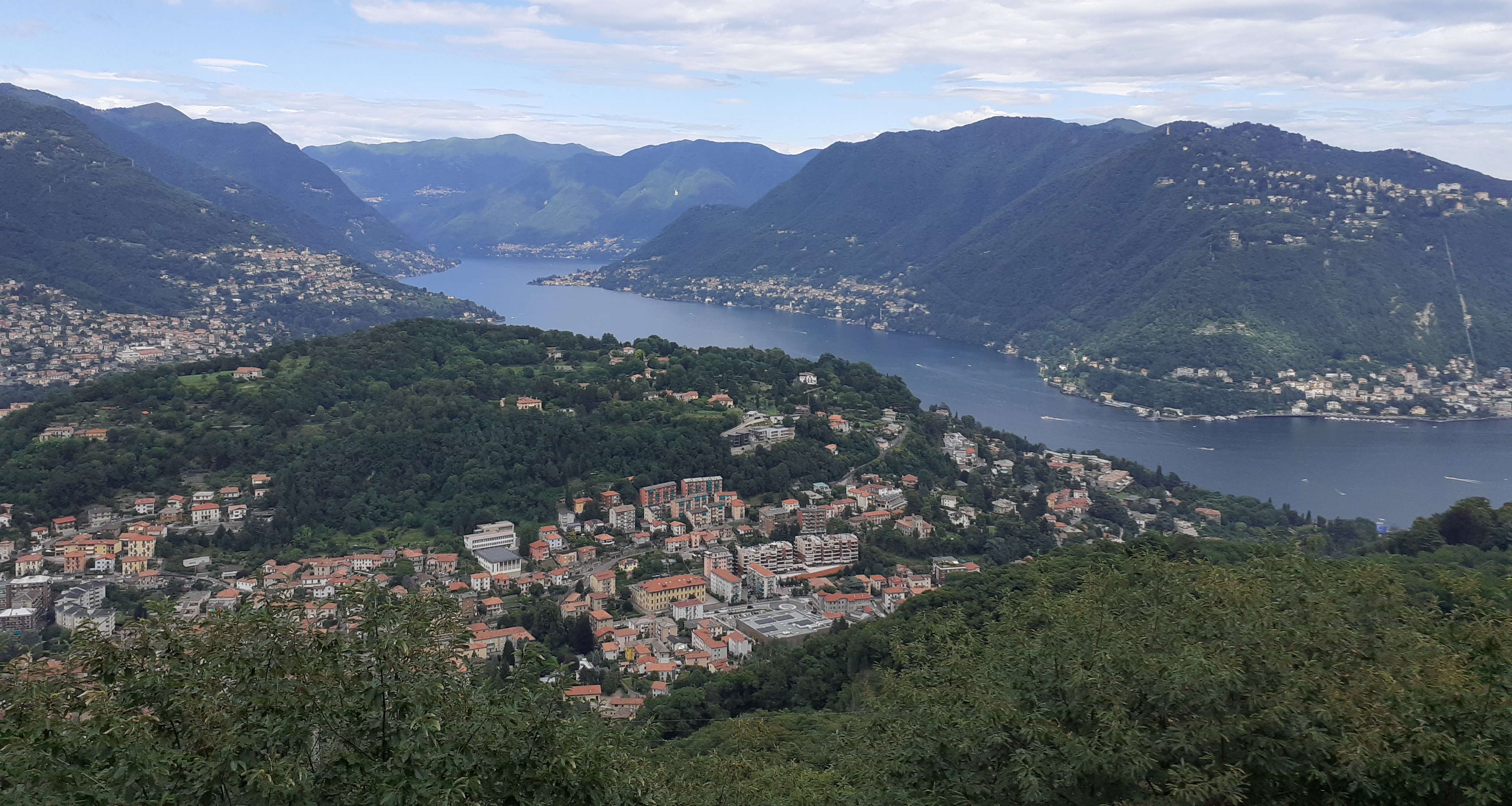
Monte Olimpino

Monte Olimpino (lombardisch Mundrumpin) ist ein Stadtteil der norditalienischen Stadt Como.

## Geschichte
Der Ort Monte Olimpino gehörte historisch zu den Corpi Santi von Como, also zur Großgemeinde die die Vororte der Stadt umfasste. Mit der Auflösung der Gemeinde Corpi Santi (1817) wurde Monte Olimpino eine selbstständige Gemeinde in der Provinz Como.
An der Gründung des Königreichs Italien (1861) zählte Monte Olimpino 1888 Einwohner. 1885 wurde die Gemeinde in die Stadt Como eingemeindet.

## Persönlichkeiten
- Giacomo Moraglia (1791–1860) war ein Italienischer Architekt des Neoklassizismus. Er realisierte die Pfarrkirche von Monte Olimpino (1857).